# Dirhinus emersoni
Dirhinus emersoni är en stekelart som först beskrevs av Girault 1927.  Dirhinus emersoni ingår i släktet Dirhinus och familjen bredlårsteklar. Inga underarter finns listade i Catalogue of Life.